# Герб Каймановых Островов
Герб Каймановых островов (англ. Coat of arms of the Cayman Islands) — официальный символ Каймановых островов. Положение о гербе было одобрено Законодательным Собранием в 1957 году, был одобрен Её Величеством 14 мая 1958.

## Описание
Три зелёных звезды в нижней части щита представляют каждый из трех населённых островов (Большой Кайман, Малый Кайман и Кайман-Брак). Звёзды на фоне сине-белых волнистых линий символизируют море. В главной трети щита, на красном фоне, золотой лев — символ Великобритании. Выше щита зелёная черепаха на бурелете. На панцире черепаха несёт золотой ананас. Черепаха представляет мореходную историю Кайман; бурелет, её традиционная промышленность — производство верёвки, соломы и ананаса, а также связь с Ямайкой.
Девиз Островов «He hath founded it upon the seas» (с англ. — «Он основал это в морях») находится в основании щита. Это стих из Псалма 24, который символизирует связь островов с морем и христианскую религию.